# سانتياغو اينيمي
سانتياغو اينيمي (مواليد 29 سبتمبر 2000) هو لاعب كرة قدم من غينيا الاستوائية يلعب في خط الوسط في نادي نانت بي ومنتخب غينيا الاستوائية.